# Sẽ có mưa nhẹ (bài thơ)
Sẽ có mưa nhẹ (tiếng Anh: There Will Come Soft Rains) là một bài thơ có 12 dòng của nữ nhà thơ Mỹ Sara Teasdale in trong tập Flame and Shadow (Lửa và bóng) năm 1920. Bài thơ là sự tưởng tượng về một bãi chiến trường sau khi chiến tranh kết thúc. Điểm đặc biệt của bài thơ là sự ám chỉ đến sự tuyệt chủng của con người sau chiến tranh, ý tưởng này chưa hề phổ biến ở thời đó, vũ khí hạt nhân chỉ được phát minh 25 năm sau đó.

## Nguyên bản bằng tiếng Anh
There will come soft rains and the smell of the ground, 

And swallows circling with their shimmering sound;

And frogs in the pools singing at night, 

And wild plum trees in tremulous white,

Robins will wear their feathery fire 

Whistling their whims on a low fence-wire;

And not one will know of the war, not one 

Will care at last when it is done.

Not one would mind, neither bird nor tree 

If mankind perished utterly;

And Spring herself, when she woke at dawn, 

Would scarcely know that we were gone. 

## Bản dịch tiếng Việt của Nguyễn Viết Thắng
Sẽ có mưa nhẹ và mùi của đất đai

Và tiếng hót của chim én lượn lờ bay

Và những con ếch dưới hồ trong đêm ca hát

Và hoang dã cây mận trong vườn trắng toát

Chim sáo hét với bộ lông màu lửa của mình

Sẽ đậu xuống bờ rào và sẽ hót lên

Và sẽ không ai về chiến tranh còn nhớ

Ngày ấy qua rồi, nhớ làm gì quá khứ

Không ai nhớ, chẳng cây cỏ, chim muông

Nếu như loài người chết hết ở trần gian

Và mùa xuân buổi bình minh thức giấc

Chắc gì sẽ biết rằng chúng ta biến mất.

## Ảnh hưởng
Bài thơ này được trích dẫn trong truyện ngắn cùng tên năm 1950 của Ray Bradbury.
Nhà soạn nhạc người Nga Mieczyslaw Weinberg sử dụng bản dịch tiếng Nga của bài thơ trong phần thứ 3 của Requiem Op.96 (1967) của ông.
Trong trò chơi điện tử Fallout 3 năm 2008, con Mister Handy Robot ngâm thơ này để tưởng niệm các con chết lâu của gia đình chủ của nó ngày xưa.
Các dòng 10 và 12 được trích dẫn trong phim Khu rừng tự sát năm 2016.